# 民宪党
民憲党是中華民国初期的公開政党。1913年（民国2年）10月21日成立。

## 历史
梁士詒結成了親袁世凱的御用政党公民党后，親袁政党進步党抱有危機感。由此，作为政敌的国民党中的有志者和進步党中的有志者，从各自政党退党，重新结成了民宪党以同公民党对抗。
民宪党的主要成員有：国民党的張耀曾、谷鍾秀、楊永泰、沈鈞儒；進步党的丁世嶧、李国珍。又有孫潤宇、解樹強、藍公武、汪彭年、湯漪、劉崇佑、曹玉德、鍾才宏、張治祥。
該黨主張「吾黨自身由群策群力相集合，以貫澈民主精神，勵行立憲政治爲指，對於國家，負忠誠之義務，有撼摇吾民主國體者，必竭全力維持之，保護之。」
同年11月4日，国民党議員438人的議員資格被袁世凱剥奪，11月15日国会正式停止运作。12月27日，民憲党停止活动。